# Lembe-Yezoum
Lembe-Yezoum es una comuna camerunesa perteneciente al departamento de Haute-Sanaga de la región del Centro.
En 2005 tiene 7207 habitantes, de los que 776 viven en la capital comunal homónima.
Se ubica unos 100 km al noreste de la capital nacional Yaundé.

## Localidades
Comprende, además de Lembe-Yezoum, las siguientes localidades:
- Akomo
- Atolo
- Bana
- Biwong
- Ebolboumou
- Ekang
- Endang
- Endoum
- Engong
- Kokoa
- Lembe
- Mebang
- Melen
- Melo
- Mengueme
- Messessa
- Mevong
- Meyette
- Meza'a
- Mvebekone
- Nguinda I
- Nguinda II
- Nkobiba
- Nlong
- Nsamba
- Simbane
- Zoa